# Milton Coimbra
Milton Coimbra Sulzer (Santa Cruz de la Sierra, 4 maggio 1975) è un calciatore boliviano, di ruolo attaccante.

## Biografia
Nato da Milton Coimbra e Marlene Sulzer, si è sposato con Shirley Vargas, che gli ha dato due figlie.

## Caratteristiche tecniche
Giocava come centravanti. Era soprannominato El Búfalo per la sua possanza fisica. Coimbra agiva prevalentemente nei pressi dell'area di rigore: spiccava per l'abilità nei colpi di testa e per la precisione dei suoi tiri. La forza fisica lo aiutava nel controllo e nella protezione della palla; quando agiva sulle fasce, ricorreva spesso a dei cross per i compagni in posizioni più centrali.

## Carriera

### Club
Cresciuto nel settore giovanile dell'Oriente Petrolero, ove entrò a 10 anni, Coimbra debuttò in massima serie boliviana con la maglia del Guabirá di Montero. Alla sua prima stagione, la Liga del Fútbol Profesional Boliviano 1994, scese in campo in sei occasioni, segnando due reti. Fu quindi messo sotto contratto dall'Oriente Petrolero, che lo riportò nella propria rosa: nel 1995 giocò per tale società. Nel 1996 fu ceduto, in prestito, al Lanús, club argentino; lì si adattò a fatica, e nei 14 incontri giocati non andò mai a segno. Tornò dunque all'Oriente Petrolero. Con la formazione bianco-verde divenne titolare, ottenendo peraltro la fascia di capitano nel 2000 sotto la guida del tecnico Oscar Malbernat. Proprio nel 2000 ebbe un buon momento di forma, che lo portò a realizzare diverse reti. Marcò i due gol che permisero all'Oriente di protrarre la finale del campionato con il Wilstermann fino ai tiri di rigore, dove ebbe la peggio per 3-4. Nel torneo 2001 contribuì alla vittoria del titolo nazionale con le sue 19 reti: José Alfredo Castillo ne segnò 42, e i due divennero la coppia d'attacco più prolifica di quella stagione. Fu poi mandato, nel 2002, a giocare in Messico: fu ceduto in prestito al Puebla. Rimase poi senza contratto, e le due società (Oriente Petrolero e Puebla) si contesero il suo ingaggio; per un contenzioso con il Puebla, nato in seguito proprio a questa disputa per Coimbra, l'Oriente ricevette da tale società 350.000 dollari. Il tecnico Víctor Vucetich lo impiegò fino a quando, nell'aprile del 2003, subì un infortunio che ne limitò la disponibilità a giocare. Nel settembre 2004 si trasferì negli Emirati Arabi Uniti, arrivando a campionato già iniziato. In Grecia, allo Ionikos, giocò da titolare. Nel 2006 ebbe anche una esperienza in Cina; nel 2007 firmò per l'O'Higgins, squadra cilena, in cui debuttò nel luglio 2007 e giocò da titolare in attacco. Dopo aver fatto ritorno all'Oriente Petrolero, passò nel 2008 al Guabirá. Nel 2009 tornò per l'ultima volta all'Oriente, allenato da Víctor Antelo; si ritirò al termine della stagione.

### Nazionale
Debuttò in Nazionale maggiore il 7 marzo 1996, in occasione dell'incontro amichevole di Santa Cruz con il Perù; segnò entrambi i due gol della partita. Il 24 aprile esordì nelle qualificazioni al Francia 1998. Nel 1997 venne incluso nella lista per la Copa América. Scese in campo per la prima volta in tale competizione il 12 giugno contro il Venezuela all'Estadio Hernando Siles: la sua rete al 60º minuto decise la gara in favore della Bolivia. Si stabilì come centravanti titolare di tale formazione per le successive due gare con Perù e Uruguay. Venne poi rimpiazzato da Jaime Moreno, ed ebbe la possibilità di giocare gli ultimi 26 minuti dell'incontro finale con il Brasile. Tornò poi in Nazionale nel 1999, allorché fu convocato per la Copa de la Paz. Héctor Veira lo chiamò per la Copa América 1999; in quel torneò giocò solo una decina di minuti contro il Paraguay. Il 4 giugno 2000 subentrò a Joaquín Botero nella gara di Buenos Aires contro l'Argentina, valida per le qualificazioni al Corea del Sud-Giappone 2002. Il CT Carlos Aragonés lo convocò per la Copa América 2001. Nella giovane Nazionale scelta da Aragonés Coimbra trovò spazio da titolare nei primi 73 minuti della partita con l'Uruguay del 13 luglio, per poi essere sostituito da Líder Paz. Rientrò nel giro della Nazionale nel 2004, convocato da Blacut; giocò l'ultima partita nel 2005.

## Palmarès

### Club

#### Competizioni nazionali
- Campionato boliviano: 1

Oriente Petrolero: 2001

#### Competizioni internazionali
- Coppa CONMEBOL: 1

Lanus: 1996